# World Aquatics
World Aquatics (bis 2022 Fédération Internationale de Natation (FINA), deutsch Internationaler Schwimmverband) ist der Dachverband aller nationalen Sportverbände für Schwimmen, Freiwasserschwimmen, Synchronschwimmen, Wasserball und Wasserspringen. Er wurde am 19. Juli 1908 am Rande der Olympischen Spiele im Manchester Hotel in London von Vertretern aus Belgien, Dänemark, Deutschland, Finnland, Frankreich, Großbritannien, Schweden und Ungarn unter dem Namen Fédération Internationale de Natation Amateur, aus dem sich die lange gebräuchliche Abkürzung FINA ableitete, gegründet. Ziel der Gründung war es, die Vereinheitlichung der bis dahin mitunter recht skurrilen Schwimmwettbewerbe zu beschleunigen.
Ende 2022 gehörten World Aquatics 209 nationale Mitgliedsverbände an, die sich auf fünf kontinentale Schwimmverbände verteilen. Sitz des Verbandes ist Lausanne. Amtierender Präsident ist Husain al Musallam aus Kuwait.
Der Verband richtet zahlreiche internationale Wettbewerbe aus, darunter seit 1973 die Schwimmweltmeisterschaften und seit 1993 die Kurzbahnweltmeisterschaften. Er ist auch zuständig für die Anerkennung von Rekorden, wobei heute nur direkt von Mitgliedsverbänden ausgerichtete Bewerbe gewertet werden, während früher manchmal auch Zeiten von Drittveranstaltern, die eine Genehmigung eines Mitgliedsverbandes hatten, aufgenommen wurden.

## Kontinentale Mitgliedsverbände

Struktur der kontinentalen Schwimmverbände (Stand April 2008)

| Land     | Mitgliedsverband                                                                           |
| -------- | ------------------------------------------------------------------------------------------ |
| Afrika   | Confédération Africaine de Natation (CANA)                                                 |
| Amerika  | Unión Americana de Natación (UANA) (englisch Amateur Swimming Union of the Americas, ASUA) |
| Asien    | Asian Amateur Swimming Federation (AASF)                                                   |
| Europa   | European Aquatics                                                                          |
| Ozeanien | Oceania Swimming Association (OSA)                                                         |

## Präsidenten
| Name                   | Land                   | Amtszeit  |
| ---------------------- | ---------------------- | --------- |
| George Hearn           | Vereinigtes Königreich | 1908–1924 |
| Erik Bergvall          | Schweden               | 1924–1928 |
| Émile-Georges Drigny   | Frankreich             | 1928–1932 |
| Walther Binner         | Deutschland            | 1932–1936 |
| Harold Fern            | Vereinigtes Königreich | 1936–1948 |
| Rene de Raeve          | Belgien                | 1948–1952 |
| M. L. Negri            | Argentinien            | 1952–1956 |
| Jan de Vries           | Niederlande            | 1956–1960 |
| Max Ritter             | Deutschland            | 1960–1964 |
| William Berge Phillips | Australien             | 1964–1968 |
| Javier Ostos Mora      | Mexiko                 | 1968–1972 |
| Harold Henning         | Vereinigte Staaten     | 1972–1976 |
| Javier Ostos Mora      | Mexiko                 | 1976–1980 |
| Ante Lambasa           | Jugoslawien            | 1980–1984 |
| Robert Helmick         | Vereinigte Staaten     | 1984–1988 |
| Mustapha Larfaoui      | Algerien               | 1988–2009 |
| Julio César Maglione   | Uruguay                | 2009–2021 |
| Husain Al-Musallam     | Kuwait                 | 2021–     |